# Chelonus erythropus
Chelonus erythropus är en stekelart som beskrevs av Cameron 1906. Chelonus erythropus ingår i släktet Chelonus och familjen bracksteklar. Inga underarter finns listade i Catalogue of Life.